# موش پنبه گوش‌سفید
موش پنبه گوش‌سفید (نام علمی: Sigmodon leucotis) نام یک گونه از زیرخانواده سینی‌دندانیان است.